# بين هوارد (صحفي)
بين هوارد (بالإنجليزية: Ben Howard)‏ هو ناقد أدبي وصحفي أمريكي، ولد في 1944 في آيوا سيتي في الولايات المتحدة.